# Ace Hood
Antoina McColister (* 11. května 1988 Florida, USA), spíše známý jako Ace Hood, je americký rapper. Svou kariéru započal v labelu DJ Khaleda We the Best Music Group, kam byl upsán po úspěšném freestylu na Khaledovu píseň I'm So Hood.

## Stručná biografie
Narodil se ve městě Port St. Lucie na Floridě, ale matka ho vychovávala ve městě Deerfield Beach v jihovýchodní části poloostrova. Po fotbalovém zranění v 10. ročníku školy Deerfield Beach High School se již nemohl stát profesionálním hráčem, začal proto vážně uvažovat o kariéře v rapu. V roce 2007 se seznámil s DJ Khaledem, hudebním producentem a DJem miamského rádia WEDR 99 Jamz, které hraje hlavně hip hop a současné R'n'B. DJ Khaledovi dal své demo a životopis, a po úspěšném freestylu na píseň I'm So Hood dostal smlouvu u Khaledovy společnosti We the Best.

### Gutta (2008)
Své první album, Gutta, vydal roku 2008. To obsahovalo vcelku úspěšný singl Ride (ft. Trey Songz), alba se však prodalo jen něco málo přes 120 000 kusů, a to i přesto, že na něm hostovali umělci jako Rick Ross, T-Pain, Akon, Juelz Santana nebo Plies. Poté vydal mixtape, Ace Won't Fold, aby zpropagoval sám sebe, a jako host vystoupil s dalšími rappery na DJ Khaledovu singlu "Out Here Grindin'".

### Ruthless (2009)
V červnu 2009 vydal u Def Jamu své druhé studiové album pojmenované Ruthless. Jediný úspěšnější singl Overtime (ft. Akon a T-Pain) se jen přiblížil k umístění v žebříčku Billboard Hot 100, jelikož byl nejlépe 119., i proto se alba prodalo jen 80 000 kusů, i přes výpomoc umělců jako jsou Ludacris, Jazmine Sullivan, Birdman nebo znovu Rick Ross, Akon a T-Pain.

### Blood, Sweat & Tears (2010–12)
Od roku 2010 chystal třetí album pojmenované Blood, Sweat & Tears, které bylo vydáno v srpnu 2011. Z alba pochází vcelku úspěšné singly "Hustle Hard" a "Body 2 Body" (ft. Chris Brown). Celkem se alba prodalo kolem 100 000 kusů. Hosty na albu jsou T-Pain, Rick Ross a nově Chris Brown nebo Lil Wayne. Albem završil svou smlouvu s Def Jam Recordings.

### Trials & Tribulations (2013)
Na konci roku 2012 získal nahrávací smlouvu u Cash Money Records. Pro léto 2013 nahrál své čtvrté album Trials & Tribulations, z kterého zveřejnil singl "Bugatti" (ft. Rick Ross a Future). Album bylo vydáno v červenci 2013 a umístilo se na 4. příčce US žebříčku s 37 000 prodanými kusy v první týden prodeje v USA. Celkem se prodalo okolo 55 000 kusů.

## Diskografie

### Studiová alba
| Rok  | Album | Nejvyšší umístění v hitparádě | Nejvyšší umístění v hitparádě | Nejvyšší umístění v hitparádě | Ocenění |
| Rok  | Album | US 200                        | US Hip-Hop                    | US Rap                        | Ocenění |
| ---- | --- | ----------------------------- | ----------------------------- | ----------------------------- | ------- |
| 2008 | Gutta - Vydáno: 28. listopadu 2008 - Vydavatel: We the Best, Def Jam                                     | 36                            | 5                             | 2                             | US: /   |
| 2009 | Ruthless - Vydáno: 30. června 2009 - Vydavatel: We the Best, Def Jam                                     | 23                            | 5                             | 2                             | US: /   |
| 2011 | Blood, Sweat & Tears - Vydáno: 9. srpna 2011 - Vydavatel: We the Best, Def Jam                           | 8                             | 3                             | 2                             | US: /   |
| 2013 | Trials & Tribulations - Vydáno: 16. července 2013 - Vydavatel: We the Best, Cash Money, Republic         | 4                             | 2                             | 2                             | US: /   |
| 2018 | Trust the Process II: Undefeated - Vydáno: 11. května 2018 - Vydavatel: Hood Nation, Empire Distribution | —                             | —                             | —                             | US: /   |

### Mixtapy
- 2008: Ace Won't Fold (Hosted by DJ Khaled)
- 2008: All Bets on Ace (Hosted by DJ Khaled)
- 2009: The Preview (Hosted by DJ Dirt Dawg)
- 2009: Street Certified (Hosted by Bigga Rankin')
- 2010: The Statement
- 2010: I Do It... For The Sport
- 2011: Sex Chronicles (Hosted by Rosa Acosta)
- 2011: Body Bag Vol. 1 (Hosted by DJ Inafamous)
- 2011: The Statement 2
- 2012: Starvation
- 2012: Body Bag Vol. 2
- 2013: Starvation 2
- 2014: Starvation 3
- 2014: Body Bag Vol. 3
- 2015: Starvation 4
- 2016: Starvation 5
- 2016: Body Bag Vol. 4
- 2017: Trust the Process

### Úspěšné singly
- 2008 – "Ride" (ft. Trey Songz)
- 2011 – "Hustle Hard"
- 2011 – "Body 2 Body" (ft. Chris Brown)
- 2013 – "Bugatti" (ft. Future a Rick Ross)